# Fabián de la Rosa
Fabián de la Rosa Cueto (San Fernando de Paco, Manila, Filipinas, 5 de mayo de 1869-Quiapo, 14 de diciembre de 1937) fue un pintor español y filipino de los siglos XIX y XX. Durante las tres primeras décadas de su vida su país era parte de España, de ahí que su lengua materna y su idioma principal fuesen el español.

## Biografía
Fabián, hijo de Marcos de la Rosa y Gregoria Cueto, pertenecía a una saga de artistas, entre los cuales se encontraban sus tíos, Simón Flores de la Rosa y Marciana de la Rosa, también pintores. Gracias a eso, aprendió a dibujar correctamente antes que a escribir, y su propia tía Marciana le enseñó técnicas de paisaje y retrato cuando tan sólo tenía 10 años, además de las enseñanzas que también le transmitía su tío Simón.
Posteriormente fue mentor de sus propios sobrinos (Fernando y Pablo Amorsolo), que también serían reconocidos autores en este campo.

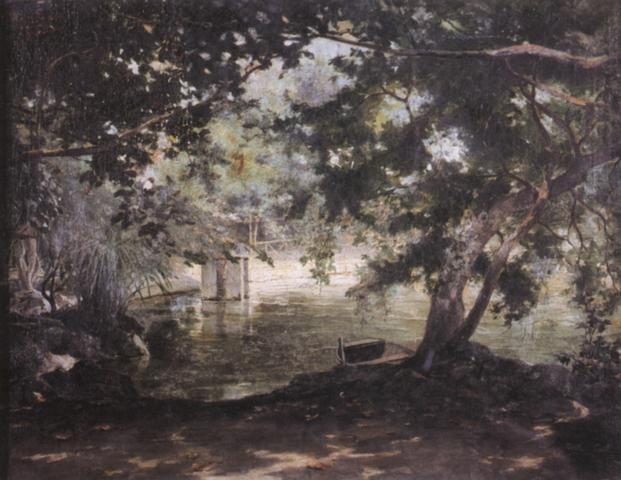
Un recuerdo de la Villa Borghese (1909)

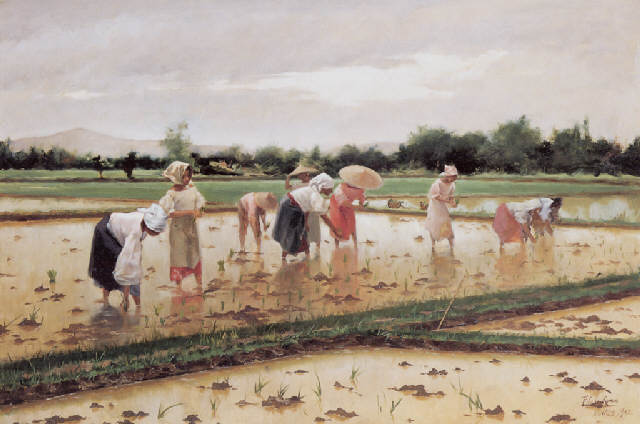
Mujeres trabajando en un campo de arroz, óleo sobre lienzo (1902)

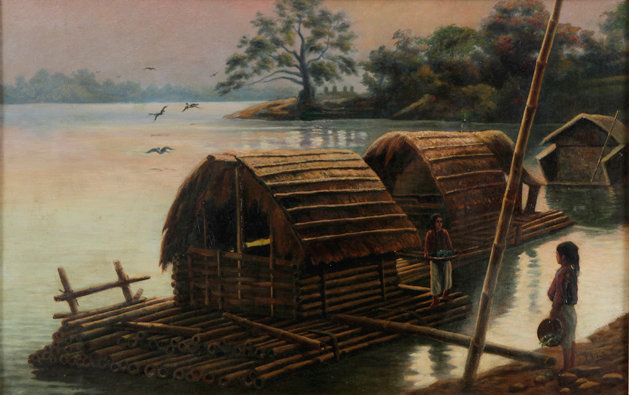
Barcazas en el río), óleo sobre lienzo

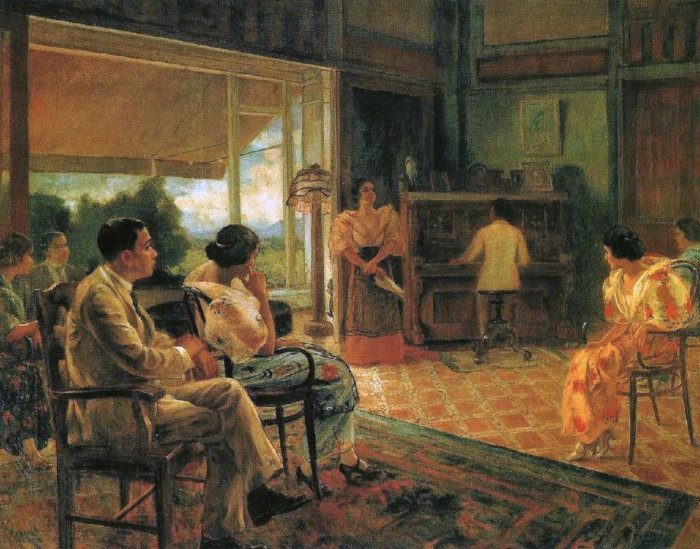
El Kundiman, óleo sobre lienzo (1930)

### Formación académica
En 1881, con 12 años, entró en la Escuela de Artes y Oficios, pero tres años más tarde falleció su padre y tuvo que dejar los estudios para ayudar en la familia. Durante este periodo pinto la primera de sus obras importantes: La Perla de Lucban, un retrato femenino.
En 1893, cuando tenía 24 años, continúo sus estudios artísticos ingresando en la Escuela Superior de Pintura, Escultura y Grabado de Manila de Damián Domingo, donde fue alumno de Lorenzo Guerrero y Miguel Zaragoza. Posteriormente esta escuela sería una de las tres que fundaron la Universidad de Filipinas en 1908.
En 1898 consiguió una beca para estudiar en la Real Academia de Bellas Artes de San Fernando de Madrid, pero la Revolución Filipina truncó su sueño. 

## Carrera artística
No obstante, si desarrolló una exitosa carrera en su país, viajando por Europa en 1928 junto a su mujer, donde estuvo pintando y expuso en París durante varios meses. Posteriormente hizo lo propio en otras capitales europeas como Múnich, Ginebra, Roma o Madrid, donde parte de su obra se expuso en el Ateneo de Madrid.
Finalmente fue uno de los profesores de la Escuela de Bellas Artes de la Universidad de Filipinas, de la cual terminaría siendo director durante una década (desde 1927 a 1937, el año de su muerte).
Se cree que a lo largo de su vida pintó en torno a unas 100 obras y según Aurelio S. Alvero su obra se divide en tres periodos: uno académico que no da importancia a la atmósfera ni al ambiente, otro académico en el que estos aspectos sí son importantes, y un tercer periodo donde el protagonista es el color.

## Cuadros (selección)
- 1891. La perla de Lucban
- 1902. Mujeres que trabajan en un campo de arroz
- 1904. La muerte del general Lawton
- 1904. Transplantando el arroz
- 1909. Un recuerdo de la Villa Borghese
- 1910. Retrato de caballero[4]
- 1922. Los baños
- 1923. La pintora
- 1924. La bordadora
- 1927. Paisaje con árboles oscuros
- 1927. Barcazas en el río
- 1927. Playa de Pasay, Manila
- 1928. Joven filipina
- 1930. El kundiman
- 1937. Vista del río Santa Ana
- 1937. Valle de Marikina
- 1937. El caballo

## Premios y reconocimientos (selección)
- En 1904 fue uno de los premiados dentro de una selección de 50 artistas filipinos en la Exposición de Lousiana, en los USA.[5]
- 1968. Premio “Guía de los artistas y la cultura” concedido por el ayuntamiento de la ciudad de Manila.